# 바실리 안드레예프

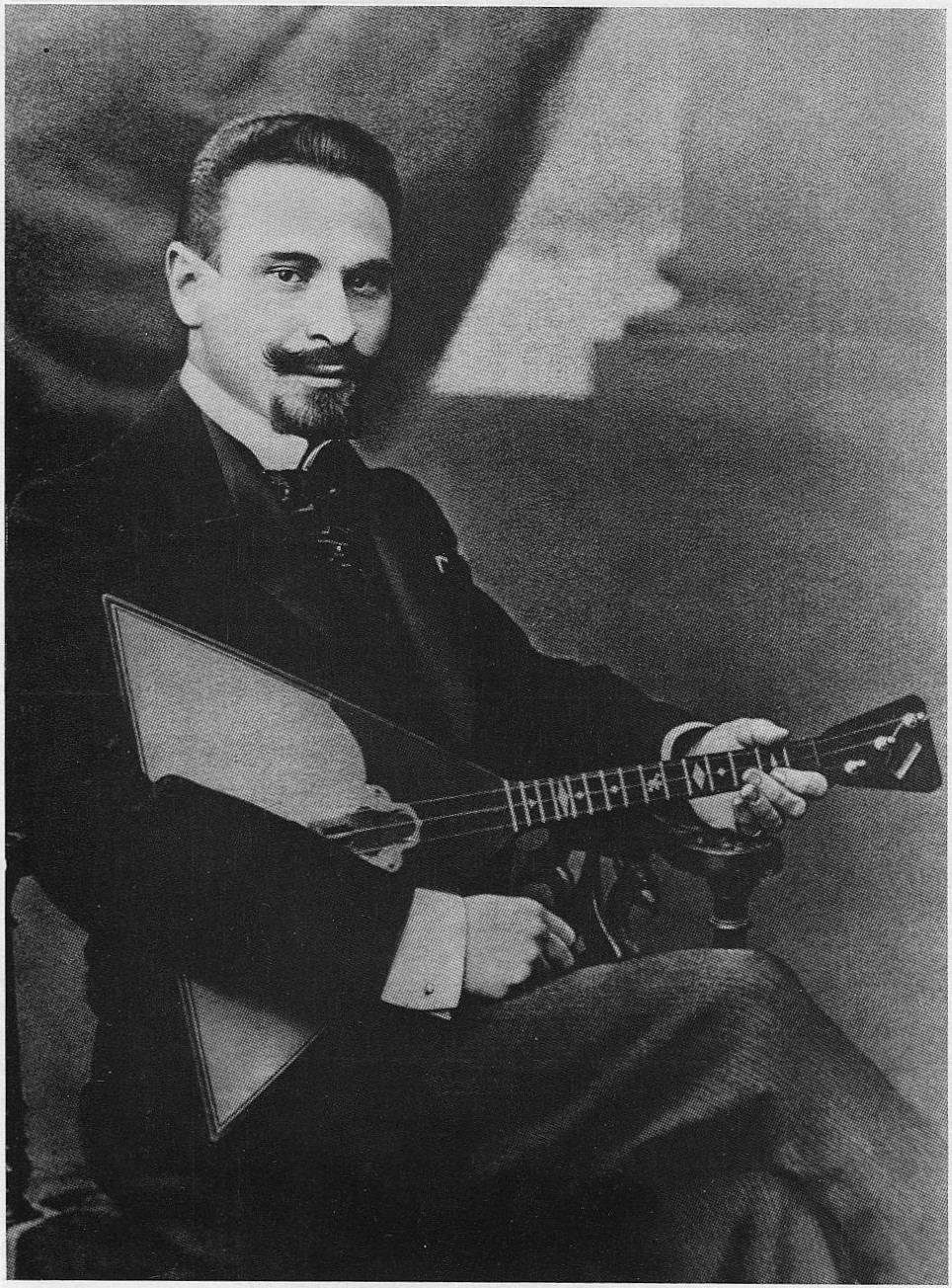

바실리 안드레예프(본명: 바실리 바실리예비치 안드레예프, 러시아어: Василий Васильевич Андреев, 1861년 1월 15일 ~ 1918년 12월 26일)는 발랄라이카와 기타 여러 러시아 전통 민속 악기의 현대적 발전을 담당한 러시아 음악가였으며, 동유럽의 학문적 민속 악기 운동. 그의 업적은 다음과 같다:
- 1880년대 바이올린 제작자 V. 이바노프의 도움을 받아 표준화된 발랄라이카를 개발했다.
- 목이 긴 3현 멜로디 악기인 멜론 모양의 멜로디 악기인 돔라(domra)를 부활시켰으며 이를 프리마, 알토, 테너, 베이스 크기로 개발했다.
- 피아노 건반으로 구성된 오토하프인 구슬리를 부활시켰다.
- 오케스트라를 위한 다양한 러시아 전통 민요와 멜로디 편곡
- 자신이 직접 작곡한 곡이 많다.